# Port lotniczy Fuyuan
Port lotniczy Fuyuan (IATA: FYJ, ICAO: ZYFY) – port lotniczy położony w Fuyuan, w prowincji Heilongjiang, w Chińskiej Republice Ludowej.

## Linie lotnicze i połączenia
| Linia Lotnicza   | Kierunek                               |
| ---------------- | -------------------------------------- |
| Air China        | 1. Pekin 2. Harbin                     |
| Chengdu Airlines | 1. Harbin 2. Jiamusi 3. Mohe 4. Weihai |